# Arizona State Route 179
Die Arizona State Route 179 (kurz AZ 179) ist ein in nord-südlicher Richtung verlaufender Highway im US-Bundesstaat Arizona.
Der Highway beginnt am Exit 298 der Interstate 17 nördlich von Rimrock und endet in Sedona an der Arizona State Route 89A. Früher begann die State Route südlich von Camp Verde. Dieser Abschnitt wurde aber bis zum Bau der I-17 aufgelöst. Zwischen Sedona und der I-17 wird die Straße bis 2009 vierspurig ausgebaut.